# Domenico Di Virgilio
Domenico Di Virgilio (Montefino, 23 giugno 1939 – Roma, settembre 2021) è stato un politico e medico italiano.

## Biografia
Alle elezioni politiche del 2001 è eletto alla Camera dei Deputati nelle quota proporzionale di Forza Italia nella circoscrizione Lazio 2. Durante la XIV Legislatura è stato Sottosegretario di Stato al Ministero della Salute nel governo Berlusconi III.
Alle elezioni politiche del 2006 è rieletto alla Camera dei Deputati, nella circoscrizione Lazio 2, nelle liste di Forza Italia.
Alle elezioni politiche del 2008 è eletto per la terza volta alla Camera dei Deputati, nella circoscrizione Lazio 1, nelle liste del Popolo della Libertà. Durante la XVI Legislatura è vice presidente del PdL alla Camera dei Deputati.
Alle elezioni politiche del 2013 è ricandidato alla Camera dei Deputati, nella circoscrizione Lazio 1, nelle liste del Popolo della Libertà, risultando tuttavia il quinto dei non eletti.